# Aplomera pachymera
Aplomera pachymera är en tvåvingeart som beskrevs av Macquart 1838. Aplomera pachymera ingår i släktet Aplomera och familjen dansflugor. Inga underarter finns listade i Catalogue of Life.